# Unterthingau

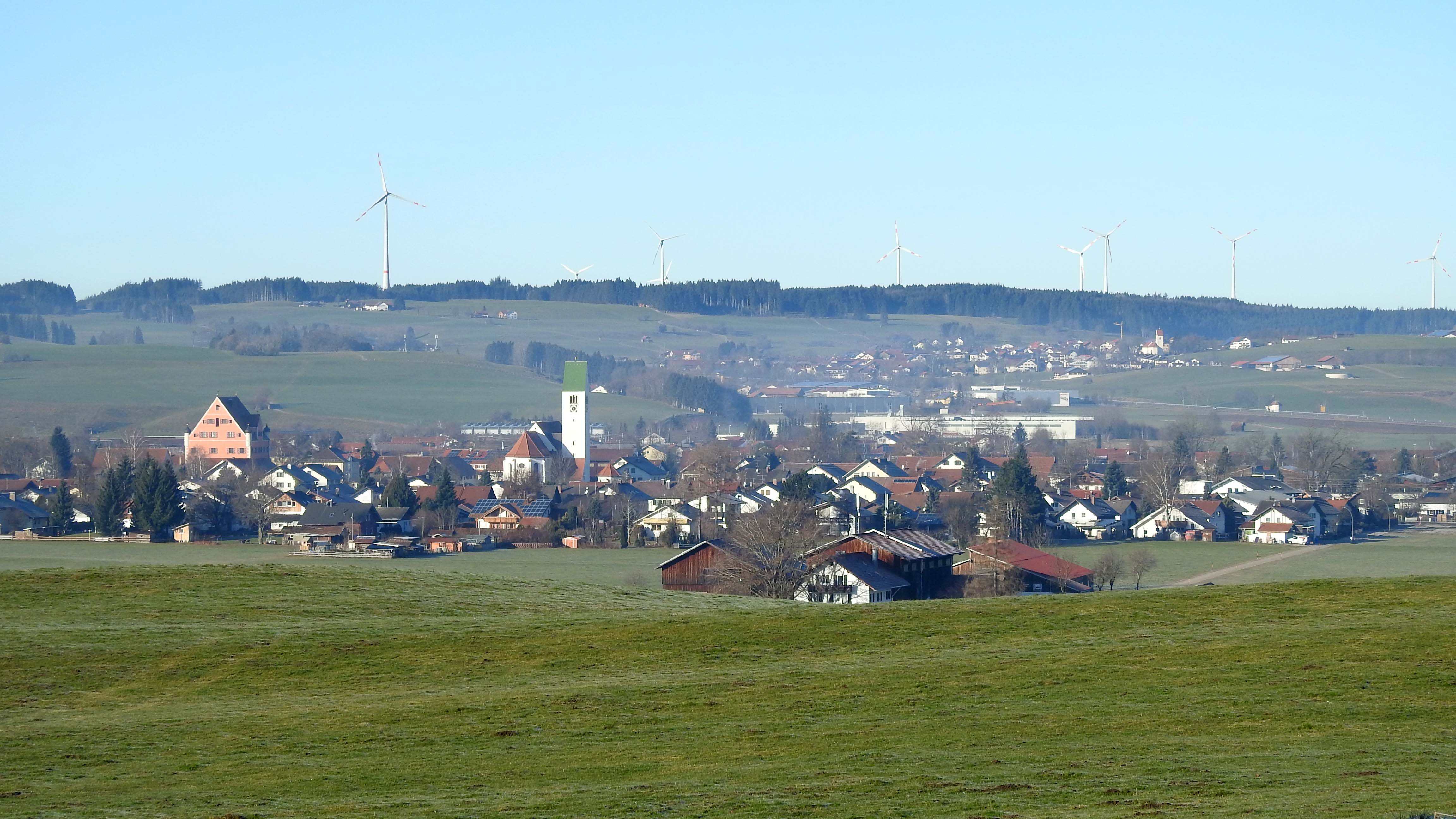
Unterthingau von Osten

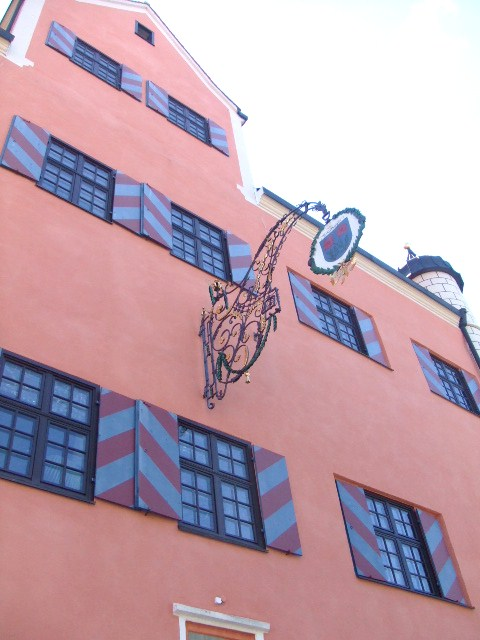
Schloss Unterthingau

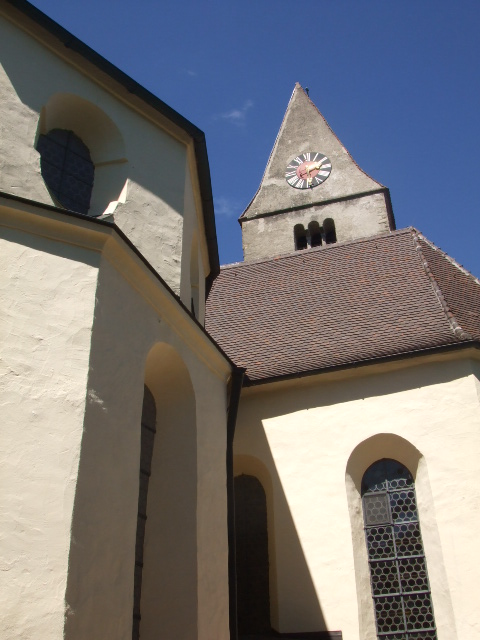
Wallfahrtskirche St. Stephan, Oberthingau

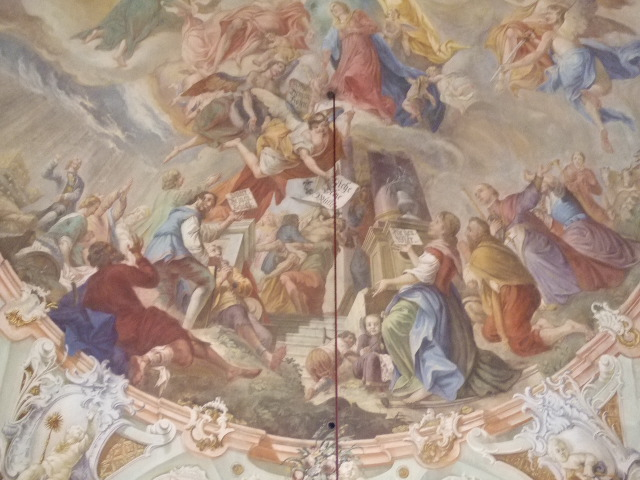
Deckengemälde in der Wallfahrtskirche St. Stephan, Oberthingau

Unterthingau (Dialekt: Tiŋgɘ) ist ein Markt im schwäbischen Landkreis Ostallgäu (Bayern).

## Geographie

### Lage
Der Markt liegt im Allgäu und wird von der Kirnach durchflossen. Durch den Ort verläuft der Allgäu-Radweg. Die Höhenlage des Gemeindegebiets beträgt am tiefsten Punkt 742 m ü. NHN an der Wertach bei Eschenau und am höchsten Punkt 888 m ü. NHN im Schottener Wald.

### Gemeindegliederung
Die Gemeinde hat 21 Gemeindeteile (in Klammern ist der Siedlungstyp angegeben):
- Beilstein (Weiler)
- Brandeln (Einöde)
- Büchel (Weiler)
- Eichelschwang (Dorf)
- Eschenau (Dorf)
- Hafnersbauer (Einöde)
- Haugen (Weiler)
- Heuwang (Weiler)
- Hintermoos (Weiler)
- Höllbauer (Weiler)
- Jägermühle (Weiler)
- Kipfenberg (Weiler)
- Lippenhalde (Weiler)
- Oberthingau (Pfarrdorf)
- Osterberg (Dorf)
- Reinhardsried (Kirchdorf)
- Ried (Dorf)
- Riedles (Weiler)
- Schotten (Weiler)
- Seealpe (Einöde)
- Unterthingau (Hauptort)

Es gibt die Gemarkungen Oberthingau, Reinhardsried und Unterthingau.

## Geschichte

### Bis zur Gemeindegründung
Die erste urkundliche Erwähnung findet sich in einer Schenkung von Otto dem Großen als „Tiuoningouvue“, der den Ort an das Kloster Kempten schenkte, welches in der Folgezeit die Rodung auf diesem Gebiet vorantrieb. Bischof Ulrich von Augsburg schenkte 950 einen Hof in Thingau an das Kemptener Kloster und soll im Jahr 963 hier einen Kirchenbau geweiht haben. Als erster Pfarrer ist um 1100 ein Odalrich de Tonego überliefert. Der Ortsname Thingau wird auf den Personennamen Tuono zurückgeführt, eine Differenzierung in Unter- und Oberthingau ist ab 1357 nachweisbar.
Unterthingau war seit 1465 Sitz eines Dorfgerichts des Fürststiftes Kempten. Unterthingau bekam 1485 von Kaiser Friedrich III. das Marktrecht mit wichtigen Eigenrechten zugesprochen. Mit dem Reichsdeputationshauptschluss von 1803 kam der Ort mit dem Pflegamt Thingau zu Bayern. Im Zuge der Verwaltungsreformen im Königreich Bayern entstand mit dem Gemeindeedikt von 1818 die Gemeinde Unterthingau.

### Verwaltungszugehörigkeit
Im Jahr 1873 gliedert sich Unterthingau dem Bezirksamt Markt Oberdorf und dem Amtsgericht Obergünzburg ein.
Im Rahmen der Gebietsreform wurde der Landkreis Marktoberdorf aufgelöst, Unterthingau gehört seitdem zum neu entstandenen Landkreis Ostallgäu.

### Religionen
Die katholischen Gemeindemitglieder des Marktes gehören zu den katholischen Pfarreien St. Nikolaus für die Gemeindeteile Unterthingau und Reinhardsried und St. Stephan für Oberthingau. Die Pfarrkirche St. Martin Kraftisried ist eine Filialkirche von St. Nikolaus. Die Pfarrei St. Nikolaus Unterthingau besteht aus den politischen Gemeinden Unterthingau und Kraftisried.
Seit September 2011 bilden diese Pfarreien und Filialen zusammen mit der Pfarrei St. Oswald Görisried eine Pfarreiengemeinschaft. Leiter ist Pfarrer Edward Wastag. Diakon Andreas Fischer ist pastoraler Mitarbeiter der Pfarreiengemeinschaft.
Die evangelisch-lutherischen Gemeindemitglieder in den Gemeindeteilen Unterthingau und Reinhardsried gehören der ca. 1.350 Personen umfassenden Kirchengemeinde Obergünzburg an, bestehend aus den politischen Gemeinden Obergünzburg, Günzach, Ronsberg, Untrasried, Hopferbach, Reinhardsried, Kraftisried und Unterthingau. Im Ortsteil Oberthingau gehören die evangelischen Bewohner der Kirchengemeinde Marktoberdorf an.
Ferner existieren Mitglieder sonstiger christlicher Gruppen, ebenso Muslime.

### Eingemeindungen
Am 1. Januar 1978 erfolgte im Zuge der Gebietsreform die Eingemeindung der Gemeinden Reinhardsried und Oberthingau in den Markt Unterthingau.

### Einwohnerentwicklung
| Jahr      | 1961 | 1970 | 1987 | 1991 | 1995 | 2000 | 2005 | 2010 | 2015 | 2020 |
| Einwohner | 2118 | 2133 | 2354 | 2470 | 2471 | 2600 | 2738 | 2767 | 2789 | 2893 |

Unterthingau wuchs von 1988 bis 2008 um 347 Einwohner bzw. ca. 15 %. Zwischen 1988 und 2018 wuchs die Gemeinde von 2381 auf 2881 um 500 Einwohner bzw. um 21 %.

## Politik

### Gemeinderat
Die Gemeinderatswahl am 15. März 2020 führte bei einer Wahlbeteiligung von 64,21 % zu folgendem Ergebnis:
| Partei / Liste                              | Stimmenanteil | Sitze   |
| Wahlgemeinschaft „Gewerbe und Arbeitnehmer“ | 33,32 %       | 5 Sitze |
| Wählergemeinschaft Oberthingau              | 29,14 %       | 4 Sitze |
| Wählergruppe „Heimat“ Reinhardsried         | 18,45 %       | 2 Sitze |
| Freie Wählergruppe Unterthingau             | 13,22 %       | 2 Sitze |
| Wählergruppe „Bürgerliste“                  | 05,87 %       | 1 Sitz0 |

### Bürgermeister
Erster Bürgermeister ist seit April 2013 Bernhard Dolp (Wahlgemeinschaft „Gewerbe und Arbeitnehmer“). Er wurde bei der Kommunalwahl 2020 mit 89,75 Prozent der gültigen Stimmen erneut gewählt. Sein Vorgänger war Wolfgang Schramm.

### Gemeindefinanzen
Im Jahr 2020 betrugen die Gemeindesteuereinnahmen 3.064 Mio. €, davon waren 837.000 € (netto) Gewerbesteuereinnahmen.

### Wappen
| Wappen von Unterthingau | Blasonierung: „In blau zwei rote Mohnblumen an schräggekreuzten, beblätterten grünen Stängeln.“ |
| Wappen von Unterthingau |                                                                                                 |

## Kultur und Sehenswürdigkeiten

### Baudenkmäler
- Häringer-Heimathaus

#### Unterthingau
- Schloss Unterthingau aus dem 16. Jahrhundert, beherbergt die Gemeindeverwaltung, die Gemeinde- und Pfarrbücherei und verschiedene Vereine.
- Pfarrkirche St. Nikolaus, aus dem 14. Jahrhundert
- Kapelle Maria Trost

#### Oberthingau
- Wallfahrtskirche St. Stephan

#### Reinhardsried
- Filialkirche St. Anna

#### Ried
- Kapelle Maria Patrona Bavariä in Ried

#### Weitere Sehenswürdigkeiten
- Seelenkapelle auf dem Seelenberg

### Bodendenkmäler
Im Umkreis der Gemeindeteile finden sich einige Bodendenkmäler, die von Fliehburgen und anderen mittelalterlichen Bauwerken zeugen.

## Wirtschaft und Infrastruktur

### Wirtschaft
2020 gab es nach der amtlichen Statistik im Bereich der Land- und Forstwirtschaft 13, im produzierenden Gewerbe 273 und im Bereich Handel, Verkehr, Gastgewerbe 111 sozialversicherungspflichtig Beschäftigte am Arbeitsort. In sonstigen Wirtschaftsbereichen waren am Arbeitsort 203 Personen sozialversicherungspflichtig beschäftigt. Sozialversicherungspflichtig Beschäftigte am Wohnort gab es 1205. Im verarbeitenden Gewerbe gab es drei, im Bauhauptgewerbe ebenfalls drei Betriebe. Im Jahr 2016 bestanden zudem 79 landwirtschaftliche Betriebe mit einer landwirtschaftlich genutzten Fläche von insgesamt 2446 ha, davon waren 2422 ha Dauergrünfläche.

### Verkehr
Unterthingau liegt an der Bundesstraße 12, die heute etwas abseits des Ortes vorbeiführt.

### Bildung
- 2021 gab es zwei Kindertageseinrichtungen mit 186 genehmigten Plätzen, die von 145 Kindern belegt waren.
- Im Schuljahr 2020/21 gab es eine Grund- und eine Mittelschule mit insgesamt 19 Lehrern und 288 Schülern.

### Wasserversorgung
Der Hauptort wird über den Brunnen der Gemeinde Kraftisried im Tal der Kirnach nördlich von Unterthingau versorgt. Das Wasserschutzgebiet umfasst ca. 56 ha. Der Markt Unterthingau versorgt mit dem Brunnen Reinhardsried die Ortsteile Reinhardsried, Kipfenberg, Lippenhalde, Schotten und den Ortsteil Westerried der Gemeinde Kraftisried. Eigene Wasserversorgungen bestehen für Oberthingau, Riedles, Beilstein.

## Bilder

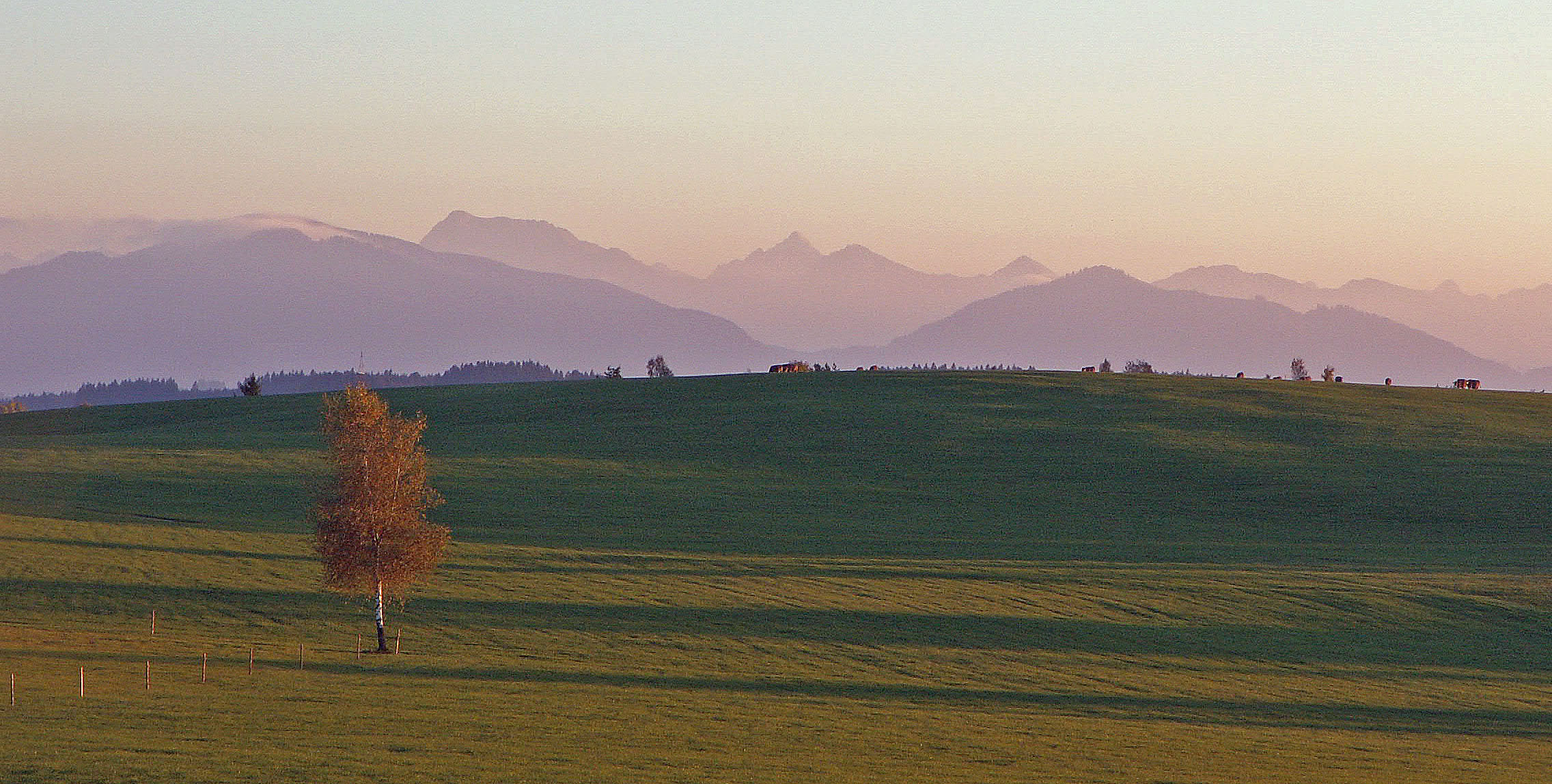
Brandlemoos
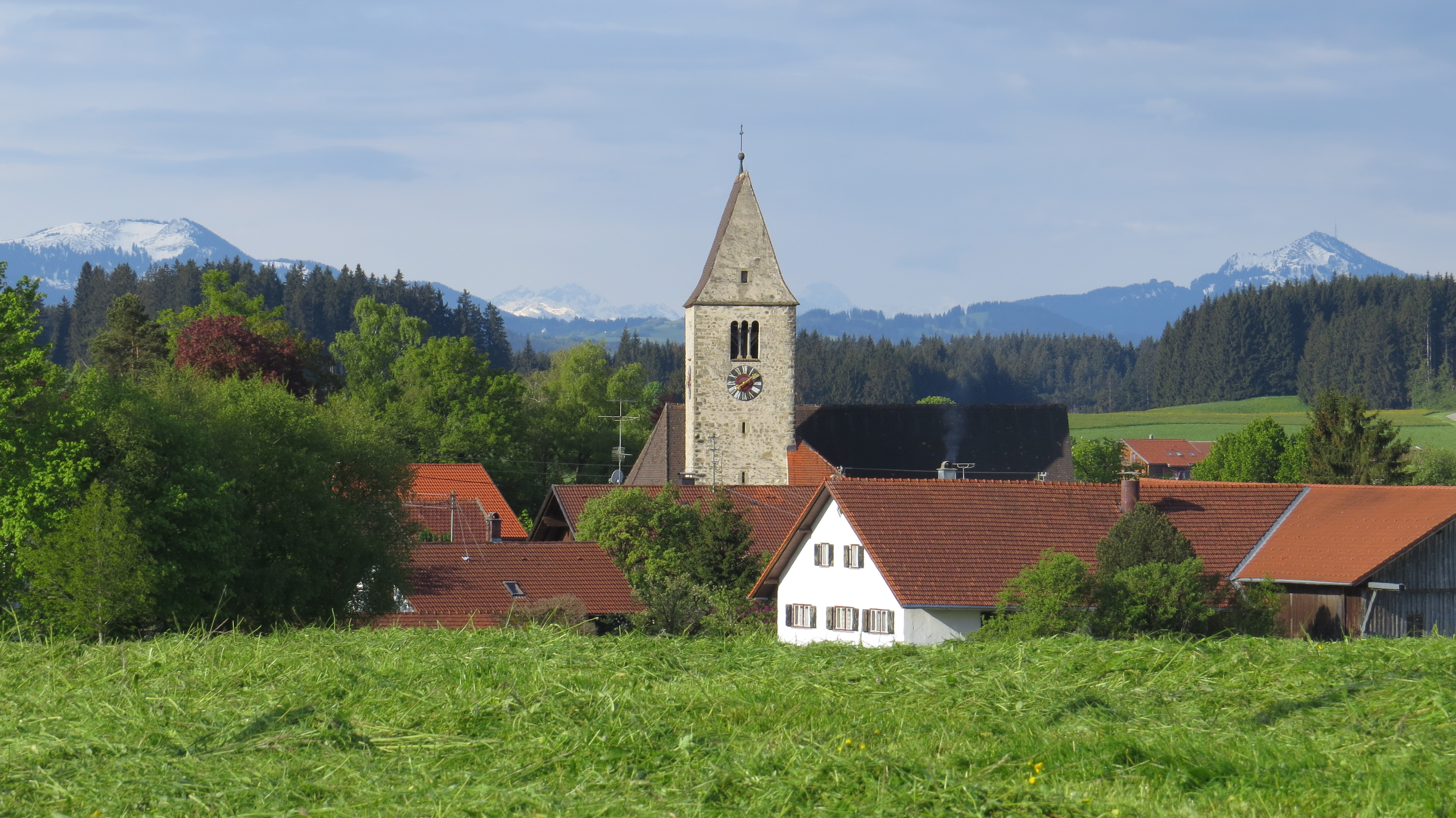
Oberthingau von Nordosten
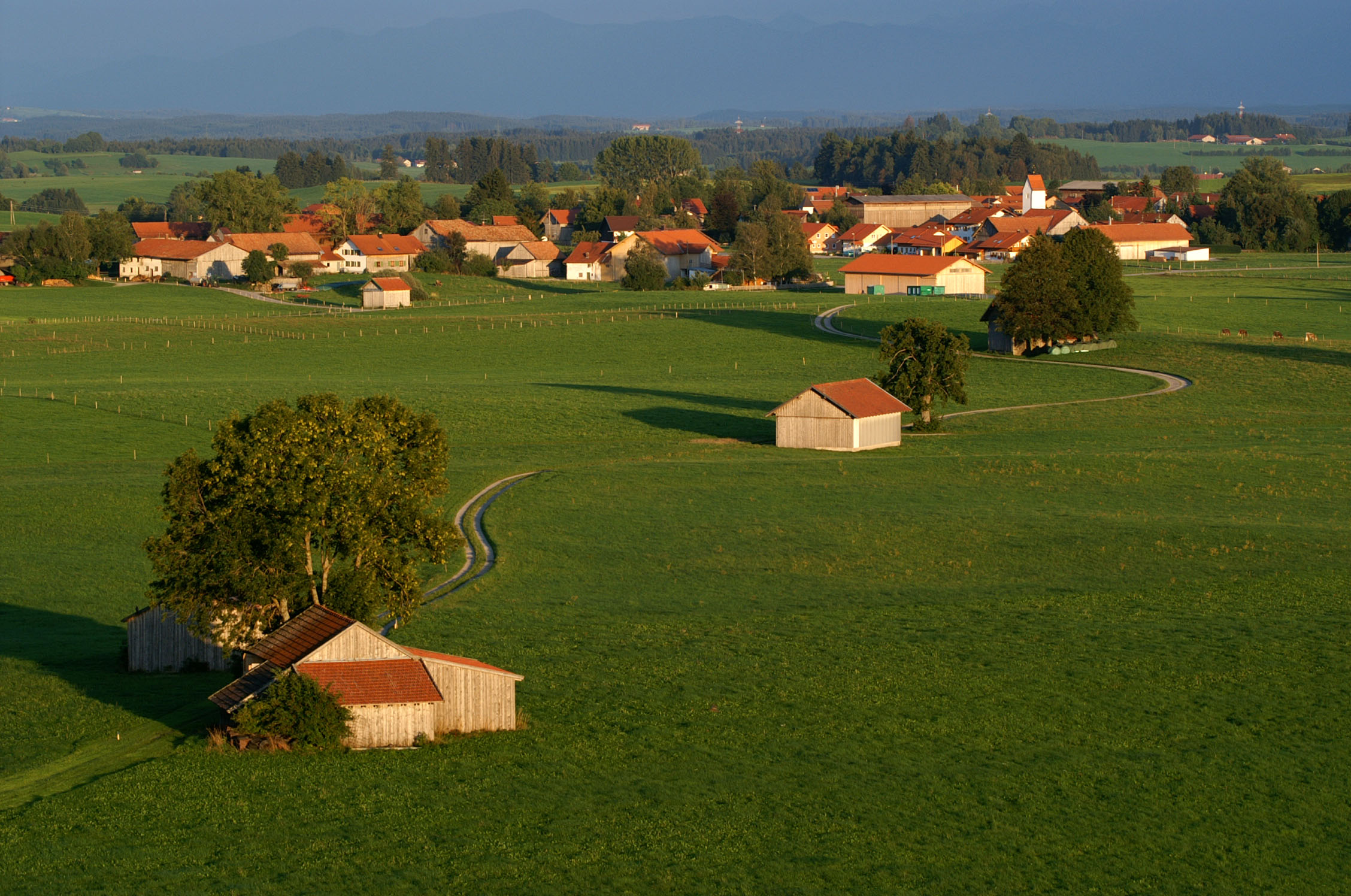
Reinhardsried
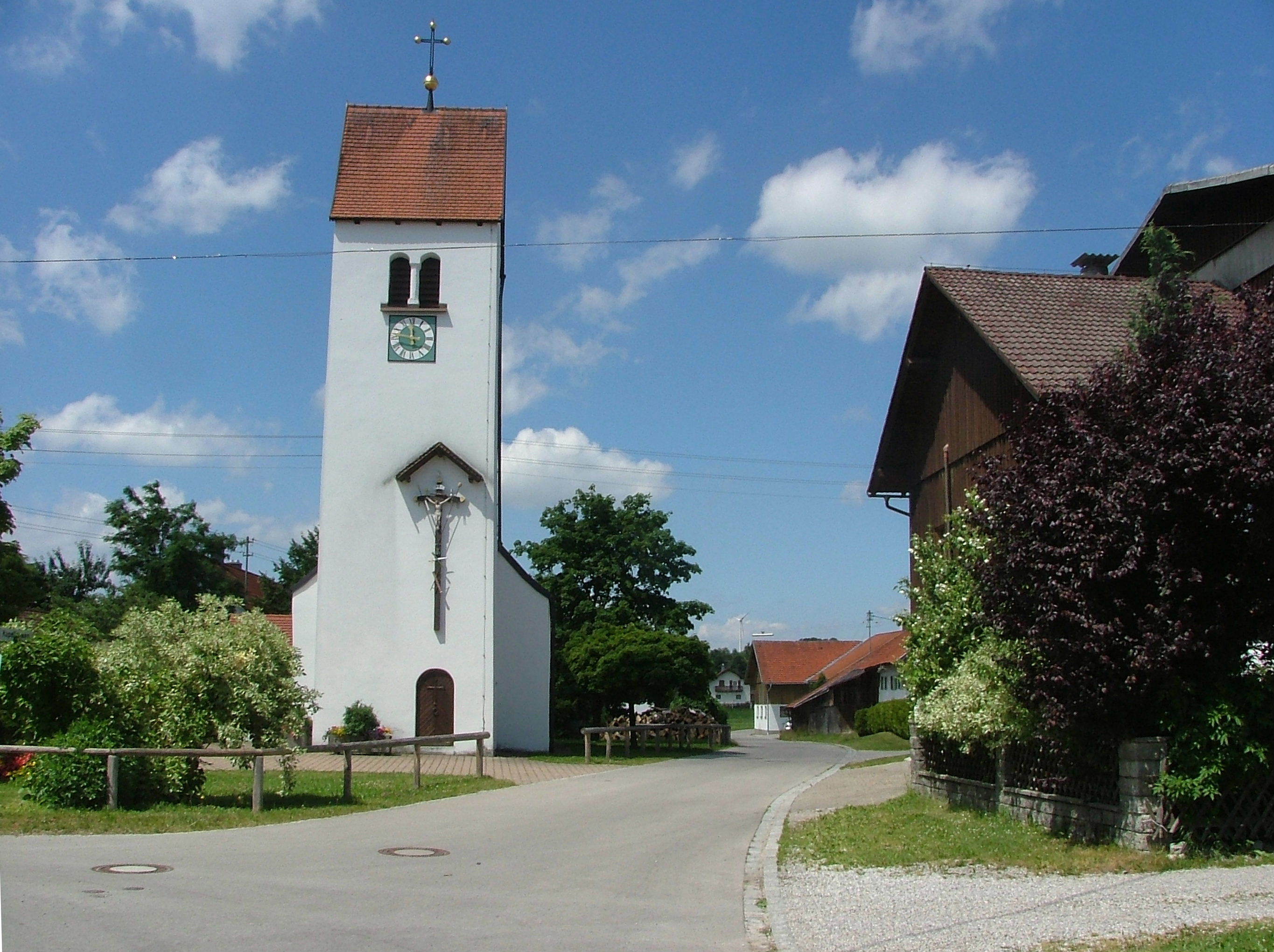
Reinhardsried
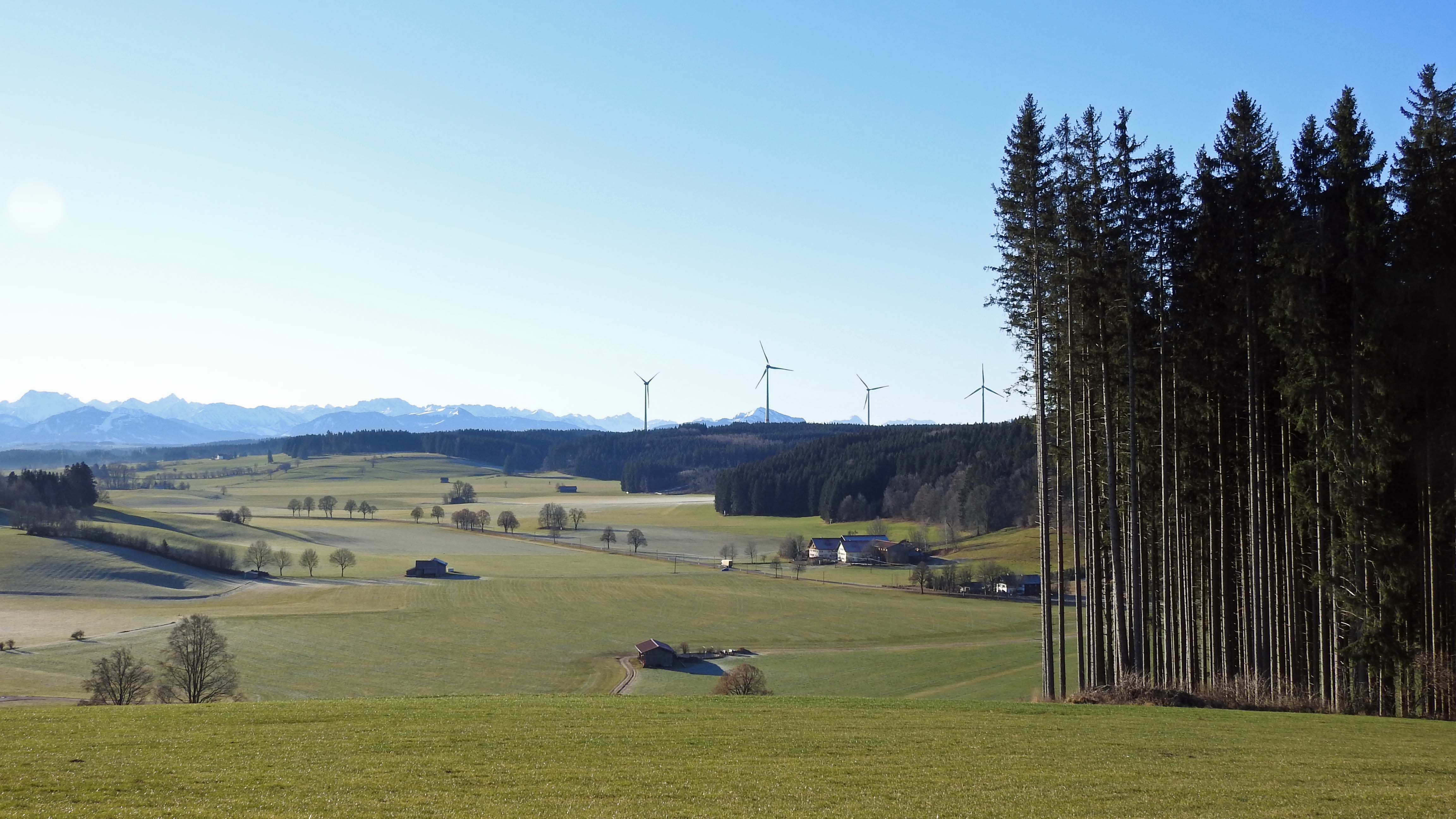
Schotten von Nordosten
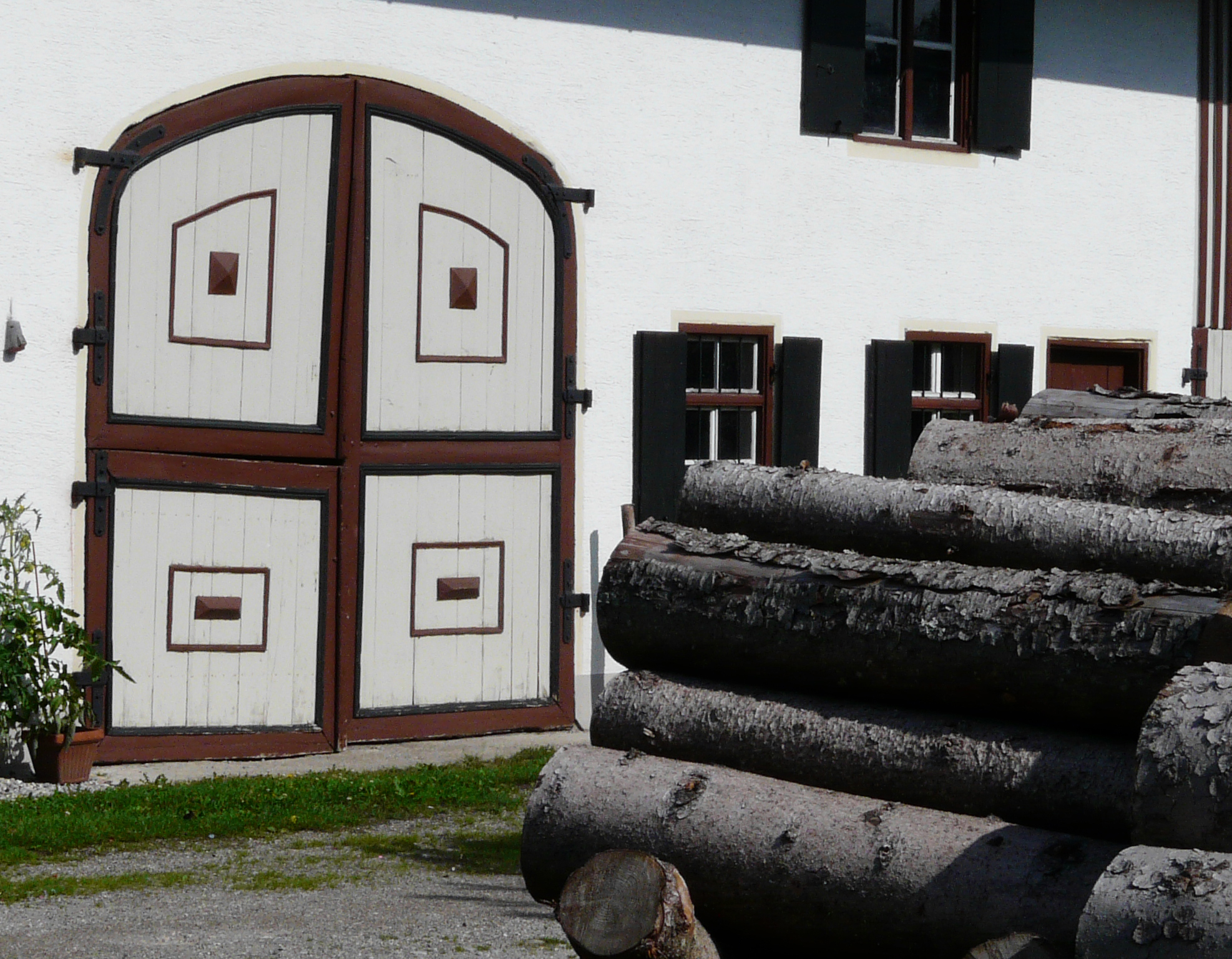
Tennentor in Unterthingau
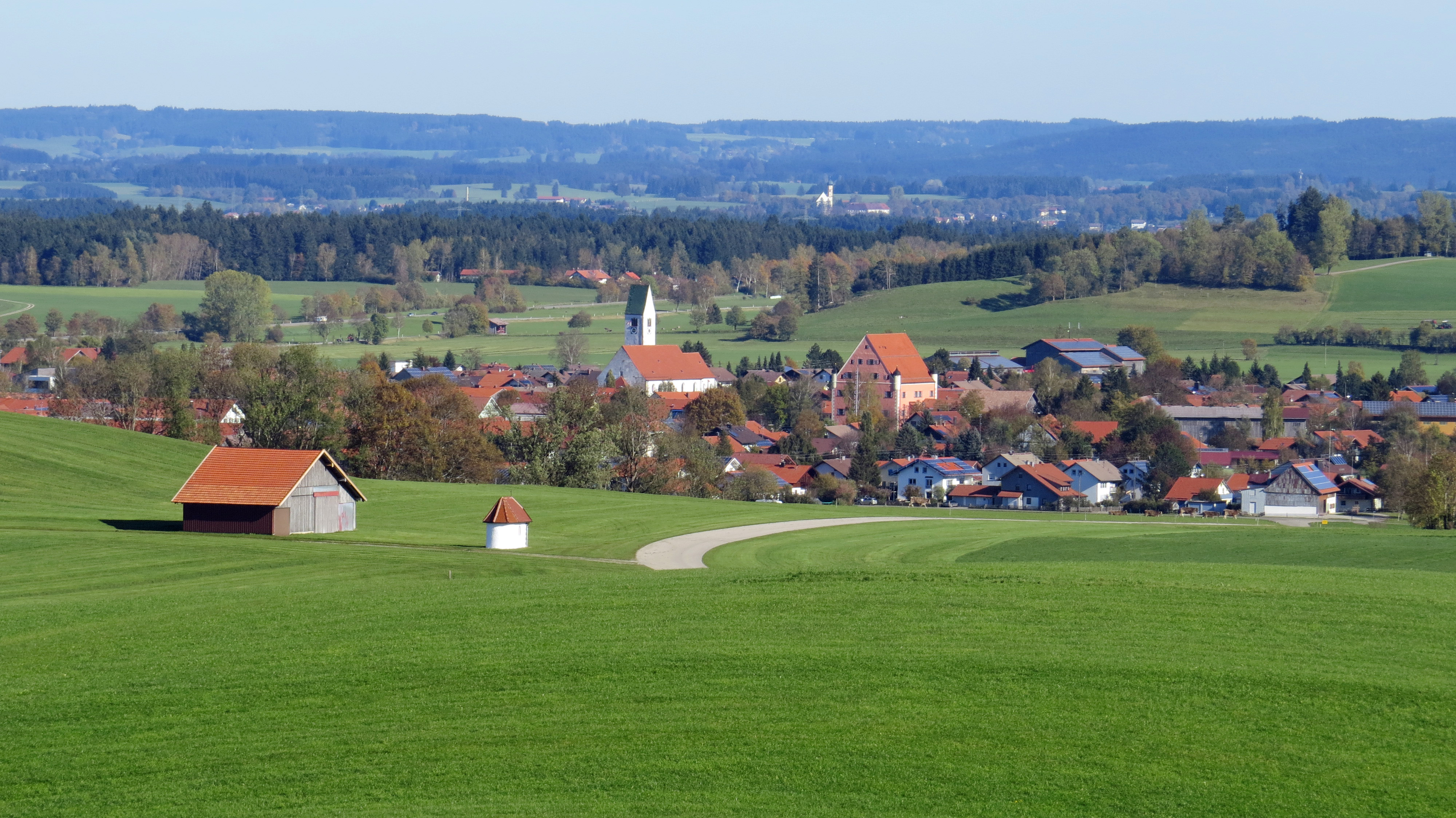
Unterthingau von Südwesten

## Persönlichkeiten

### In Unterthingau geboren
- Castolus Reichlin von Meldegg (1743–1804), letzter Fürstabt des Fürststifts Kempten (1793–1803)
- Remigius Vogel (1792–1867), römisch-katholischer Theologe, Pfarrer und Politiker
- Andreas Mayr (1820–1893), Kirchen- und Historienmaler
- Gaby Schuster (* 1948), Schriftstellerin

### Sonstige Persönlichkeiten mit Bezug zu Unterthingau
- Johann Mühlegg (* 1970), ehemaliger deutscher Skilangläufer; lebte einige Jahre in Unterthingau.
- Joseph Kiermeier-Debre (* 1946), deutscher Literatur-, Theater- und Kunstwissenschaftler, Hochschullehrer, Museumsleiter, Kurator, Programmmacher und Autor; lebt seit 1989 in Unterthingau.